# Slipstream (album)
Slipstream is het vierde studioalbum van de combinatie Sutherland Brothers and Quiver. Na het succes van Reach for the Sky was belangstelling voor deze muziek net zo snel weg als dat ze opgekomen was; Reach was een piek in de loopbaan van de muziekgroep. Het album is opgenomen in de CBS Studio in Londen. 

## Musici
- Iain Sutherland – zang, gitaar
- Tim Renwick – gitaar, zang
- Gavin Sutherland – zang, basgitaar
- Willie Wilson – slagwerk en percussie met
- Albhy Galuten op toetsinstrumenten en "Flaco" Pedron op percussie

## Composities
| Nr. | Titel                              | Duur |
| --- | ---------------------------------- | ---- |
| 1.  | Slipstream (Iain)                  |      |
| 2.  | Wild love (Iain)                   |      |
| 3.  | Saturday night (Gavin)             |      |
| 4.  | If I could have your loving (Iain) |      |
| 5.  | Love on the side (Iain)            |      |
| 6.  | Secrets (Iain)                     |      |
| 7.  | Dark powers (Iain)                 |      |
| 8.  | Something’s burning (Gavin)        |      |
| 9.  | Sweet cousin (Iain)                |      |
| 10. | Midnight rendezvous (Gavin)        |      |
| 11. | The prisoner (Iain)                |      |
| 12. | High nights (instrumentaal)        |      |